# Tetragonior
Tetragonior (Tetragonia) är ett släkte av isörtsväxter. Tetragonior ingår i familjen isörtsväxter.

## Bildgalleri

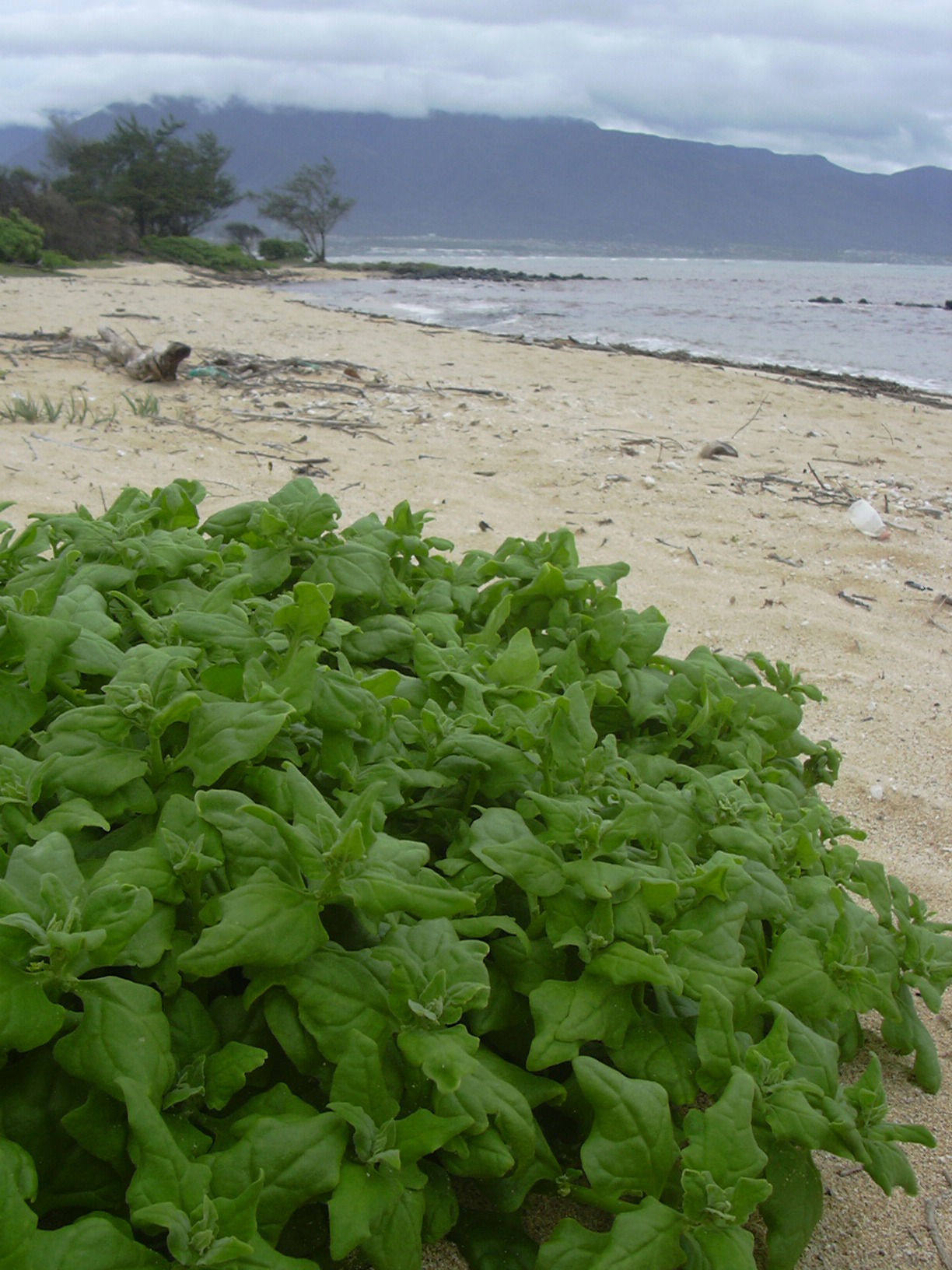
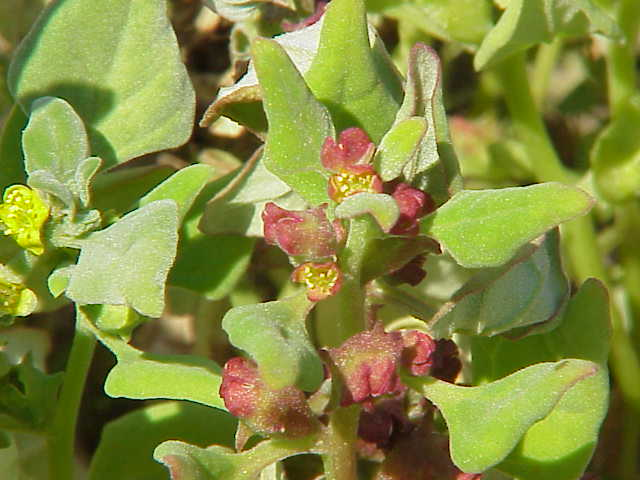
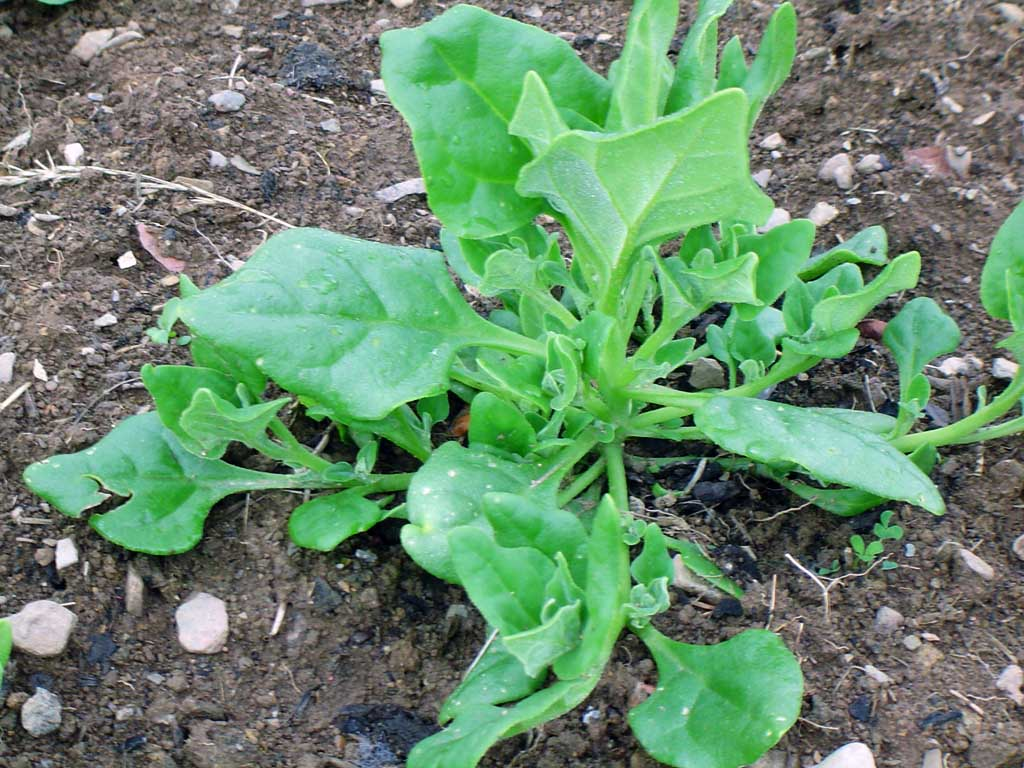
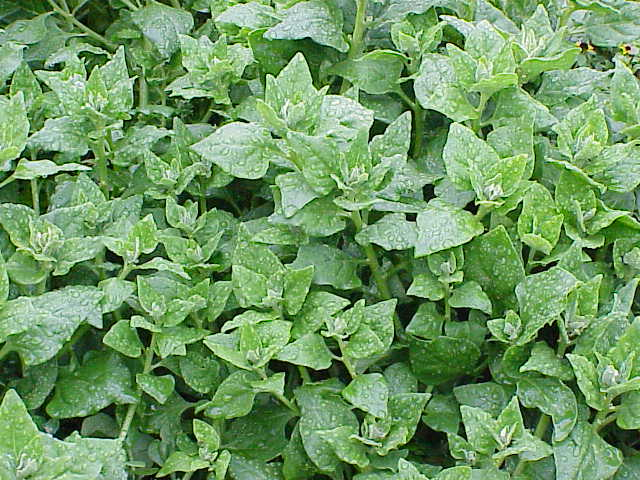
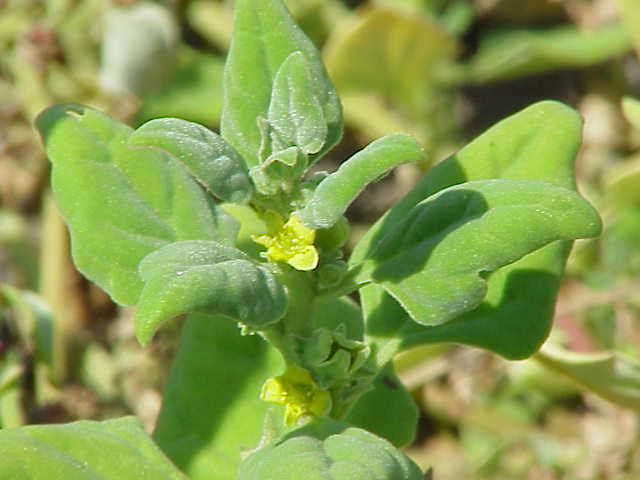

## Dottertaxa till Tetragonior, i alfabetisk ordning[1]
- Tetragonia acanthocarpa
- Tetragonia angustifolia
- Tetragonia arbuscula
- Tetragonia arbusculoides
- Tetragonia caesia
- Tetragonia calycina
- Tetragonia chenopodioides
- Tetragonia copiapina
- Tetragonia coronata
- Tetragonia cristata
- Tetragonia crystallina
- Tetragonia decumbens
- Tetragonia diptera
- Tetragonia distorta
- Tetragonia echinata
- Tetragonia erecta
- Tetragonia eremaea
- Tetragonia espinosae
- Tetragonia fruticosa
- Tetragonia galenioides
- Tetragonia glauca
- Tetragonia halimioides
- Tetragonia haworthii
- Tetragonia herbacea
- Tetragonia hirsuta
- Tetragonia implexicoma
- Tetragonia lasiantha
- Tetragonia macrocarpa
- Tetragonia macroptera
- Tetragonia maritima
- Tetragonia microcarpa
- Tetragonia microptera
- Tetragonia moorei
- Tetragonia namaquensis
- Tetragonia nigrescens
- Tetragonia ovata
- Tetragonia pedunculata
- Tetragonia pentandra
- Tetragonia pillansii
- Tetragonia portulacoides
- Tetragonia rangeana
- Tetragonia reduplicata
- Tetragonia robusta
- Tetragonia rosea
- Tetragonia saligna
- Tetragonia sarcophylla
- Tetragonia schenkii
- Tetragonia sphaerocarpa
- Tetragonia spicata
- Tetragonia tetragonoides
- Tetragonia verrucosa
- Tetragonia vestita
- Tetragonia virgata